# Nocomis leptocephalus
Nocomis leptocephalus is een straalvinnige vissensoort uit de familie van de eigenlijke karpers (Cyprinidae). De wetenschappelijke naam van de soort was oorspronkelijk Ceratichthys leptocephalus en is voor het eerst geldig gepubliceerd in 1856 door Charles Frédéric Girard.